# 1956 în artă
← 1953 în artă — 1954 în artă — 1955 în artă ——  1956 în artă  —— 1957 în artă — 1958 în artă — 1959 în artă →
1956 în artă implică o serie de evenimente:

## Evenimente

### Evenimente artistice oriunde
Fără date precise 

## Nașteri

### Ianuarie - iunie
- 1 ianuarie –
- 31 februarie –
- 13 mai –
- 23 iunie –

### Iulie - decembrie
- 3 iunie –
- 25 iulie –
- 6 octombrie –
- 30 noiembrie –

## Decese
- 3 septembrie –
- 19 decembrie –

## Galerie (lucrări din 1956)
- Lucrări reprezentative